# Eustache Ier de Guînes
Pour les articles homonymes, voir Eustache Ier et Eustache.
Eustache, comte de Guines, est né vers 1016 et mort entre 1052 et 1065. Fils de Raoul ou Rodolphe et Rosella de Saint-Pol, il est comte de Guînes de 1036 à, selon les sources, 1052 ou 1065.

## Biographie
Il rendit hommage à Baudouin le Barbu, comte de Flandre.
Lambert d'Ardres fait l'éloge de sa valeur, de sa bonté envers ses sujets et de son zèle pour la justice.
Contrairement à son père, il gouverne son comté avec justice et sans excès. Il vit encore en 1052, date à laquelle il est présent lorsque Guy Ier de Soissons, archevêque de Reims, élève le corps de Saint Bertin (Bertin de Sithiu), en présence d'Adèle de France, fille du roi Robert II le Pieux, et d'Eudes son frère.
Cependant il meurt peu après cet évènement.

## Mariage et enfants
Il épousa Suzanne de Ghermines (ou de Gramines) (° v. 1015), fille de Sigers de Ghermines, chambellan de Flandre, dit « très noble », avec qui il eut pour enfants :
- Baudouin Ier (° v. 1038 † apr. 1091) ;
- Guillaume de Bournonville, dit le Brun, (° v. 1040 † 1071), seigneur de Bournonville ;
- Ramelin ;
- Adèle ;
- Béatrix.

## Sources
- L'art de vérifier les dates des faits historiques, des chartes, des chroniques et autres anciens… par Maur-François Dantine, Charles Clémencet, Saint-Allais (Nicolas Viton), Ursin Durand, François Clément
- André Du Chesne, Histoire généalogique des maisons de Guines, d'Ardres, de Gand et de Coucy et de quelques autres familles illustres, Paris, 1632, lire en ligne.